# Tours Quatuor
Les Tours Quatuor sont des gratte-ciel de style postmoderne situés dans le quartier Nord de Bruxelles, en Belgique.
Elles abritent plusieurs sociétés comme Beobank, Buy Way Personal Finance et Sopra Banking Software ainsi que le Touring club de Belgique.

## Localisation
Les Tours Quatuor sont situées le long du boulevard Baudouin dans le quartier Nord sur le territoire de la Bruxelles, juste en face de la Tour Baudouin (Tour Euroclear) qui est, quant à elle, située sur le territoire de la commune de Saint-Josse-ten-Noode.
Les tours sont entourées du boulevard Baudouin (qui fait partie de la petite ceinture de Bruxelles) au sud, du boulevard Roi Albert II à l'est, de la rue Frère-Orban au nord et de la chaussée d'Anvers à l'est.

## Historique

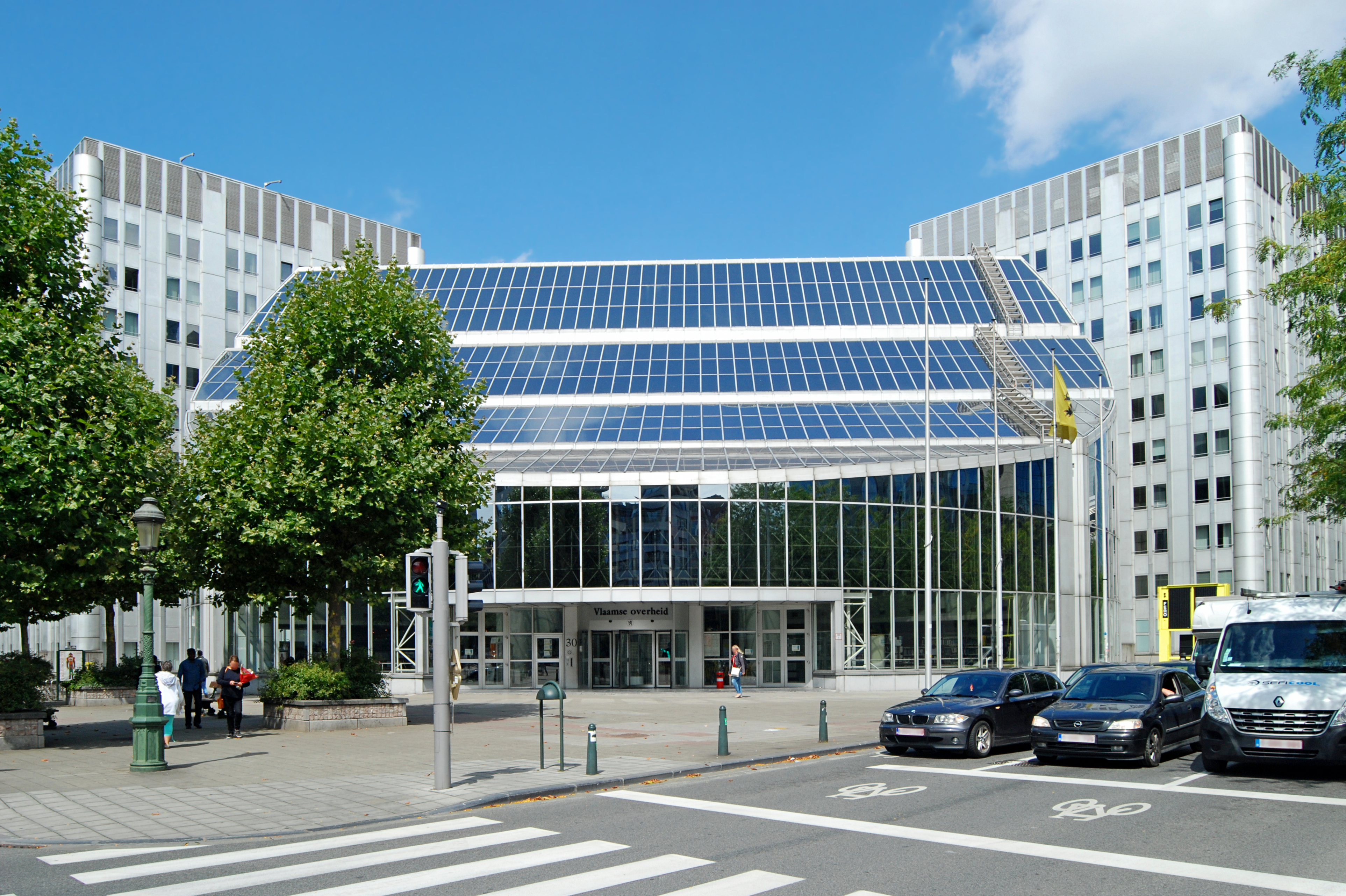
L'ancien Noord Building, démoli en 2018.

Les Tours Quatuor, conçues par le bureau d'architectes Jaspers-Eyers,,, remplacent l'ancien « Noord Building » ou « Immeuble Baudouin », qui abritait une partie des fonctionnaires du Gouvernement flamand.
Lorsque le bail du « Noord building » avec le Gouvernement flamand expire et que celui-ci décide de déménager ses fonctionnaires vers le site de Tour et Taxis, le Noordbuilding ne répond plus aux exigences contemporaines. Sa rénovation s'avérant impossible, son propriétaire Befimmo décide de le démolir et de le remplacer par un nouveau bâtiment dont il confie la conception à Jaspers-Eyers Architects, un bureau qui avait également conçu le Noordbuilding et plusieurs autres complexes de bureaux dans le Quartier Nord.
La construction des Tours Quatuor se déroule de 2018 à 2021 : les travaux sont effectués par l'entreprise Besix pour le compte du maître d'ouvrage Befimmo,,. Le bureau d'ingénieurs est le bureau VK Engineering.
Après plus d'un siècle dans la rue de la Loi, le Touring club est la première société à emménager dans « The Cloud », l'une des quatre tours du complexe.

## Architecture
Le complexe de forme rectangulaire réunit quatre tours de forme triangulaire, reliées entre elles par un vaste jardin intérieur ouvert au public et par un socle commun aux étages 3 et 4,,.
Comme l'explique John Eyers, CEO de Jaspers-Eyers Architects « La priorité numéro un était une meilleure intégration dans le tissu urbain, afin de créer une transition organique entre deux quartiers voisins, mais très différents : le Quartier Nord d’une part, et le centre historique d’autre part [...] La hauteur des tours est adaptée aux caractéristiques de l’environnement. Les volumes les plus hauts font le lien avec les immeubles de bureaux voisins le long de l’avenue Albert II et du Ring intérieur, tandis que les tours plus basses cherchent à se connecter aux plus petits développements résidentiels du côté du centre-ville ».
Les quatre tours sont donc de hauteurs différentes, :
| Tour | Nom           | Étages | Surface totale | Surface de bureaux | Rez commercial | Occupants                                        |
| ---- | ------------- | ------ | -------------- | ------------------ | -------------- | ------------------------------------------------ |
| A    | « The Host »  | 5      | 9 996 m2       | 9 435 m2           | 561 m2         | Coworking space Silversquare North               |
| B    | « The Piano » | 9      | 11 952 m2      | 11 254 m2          | 698 m2         | Buy Way Personal Finance                         |
| C    | « The Cloud » | 14     | 16 983 m2      | 16 887 m2          | 96 m2          | Touring club de Belgique, Sopra Banking Software |
| D    | « The Bank »  | 18     | 22 682 m2      | 22 193 m2          | 489 m2         | Beobank                                          |

Les tours sont des bâtiments passifs, dotés de panneaux solaires sur le toit et sur les façades, de triples vitrages, d’installations de chauffage et de refroidissement par géothermie et d'un système de recyclage des eaux de pluie,,,,.
Elles abritent un restaurant, une salle de fitness, des espaces de coworking, des emplacements pour 300 vélos et 314 voitures, dont un tiers est équipé de bornes électriques,,,,.

## Design du Silversquare North
Silversquare fait appel à l'auteure-compositrice-interprète et designeuse belgo-congolaise Lous and the Yakuza pour la conception de l'espace de coworking Silversquare North logé dans la plus petite des tours du complexe, : « Quand Silversquare m’a proposé de faire partie de l’aventure, je n’ai pas hésité une seconde. J’adore la mode, les intérieurs excentriques et les explosions de couleur. Je me plonge souvent dans un univers onirique de dragons et de personnages de mangas. Je suis tombée sous le charme du Japon. Mon projet intégrera donc de nombreux éléments de style inspirés du Japon. Le tout interprété à ma sauce, évidemment ».
En mars 2023, l'espace de coworking Silversquare North est inauguré en présence de Lous and The Yakuza : « J’ai du mal à réaliser que l’espace de coworking est réellement terminé aujourd’hui. Je vois, par exemple, la forêt de champignons et elle est encore plus impressionnante que sur les photos. Cela me rend vraiment heureuse, car cette forêt joue un rôle important dans le conte de fées que j’ai écrit et qui constitue le fondement de la décoration de Silversquare North. Ce que je vois ici ressemble vraiment trait pour trait à ce que j’avais imaginé dans mon conte ». Silversquare, qui fête alors son 15e anniversaire, se réjouit du succès de Silversquare North, qui enregistre un taux d’occupation de 75 %, moins d’un an après l’ouverture partielle qui a eu lieu en avril 2022.

## Distinction
Le 25 février 2022, les tours Quatuors sont élues « Best of Europe » dans la catégorie Immeubles de bureaux aux International Property Awards à Londres.

## Art public dans les environs des Tours Quatuor
Au milieu du boulevard Roi Albert II, entre les Tours Quatuor et la Tour Baudouin, se dresse une fontaine dont le centre est orné de sculptures de Pol Bury.
En face des Tours Quatuor, au pied de la Tour Baudouin, se dresse une sculpture en bronze intitulée Double Folded Circle Ring réalisée en 1992 par l'artiste américain Fletcher Benton, né en 1931. La sculpture a été fondue par l'atelier Artworks Foundry, basée à Berkeley en Californie.

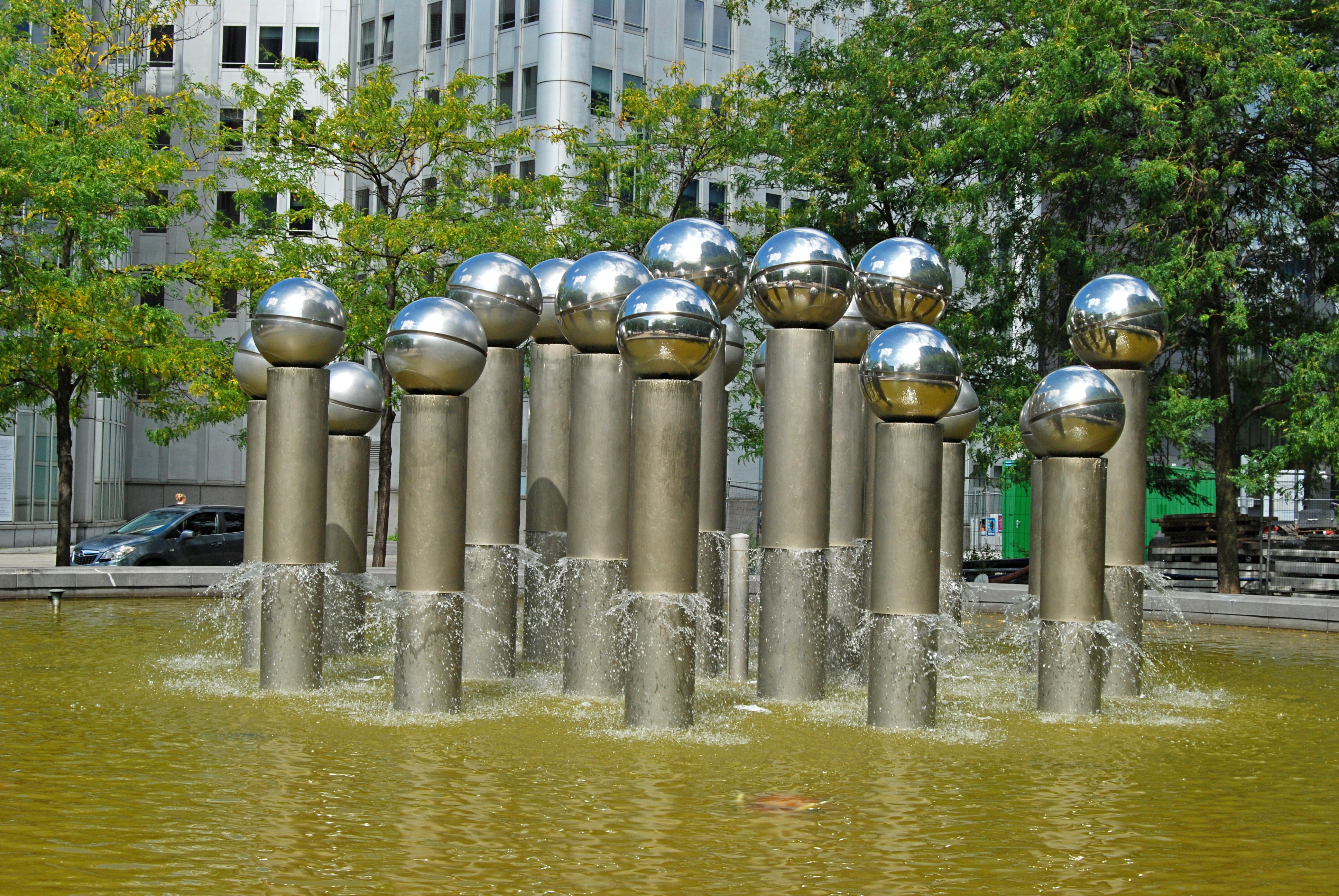
Fontaine Pol Bury.
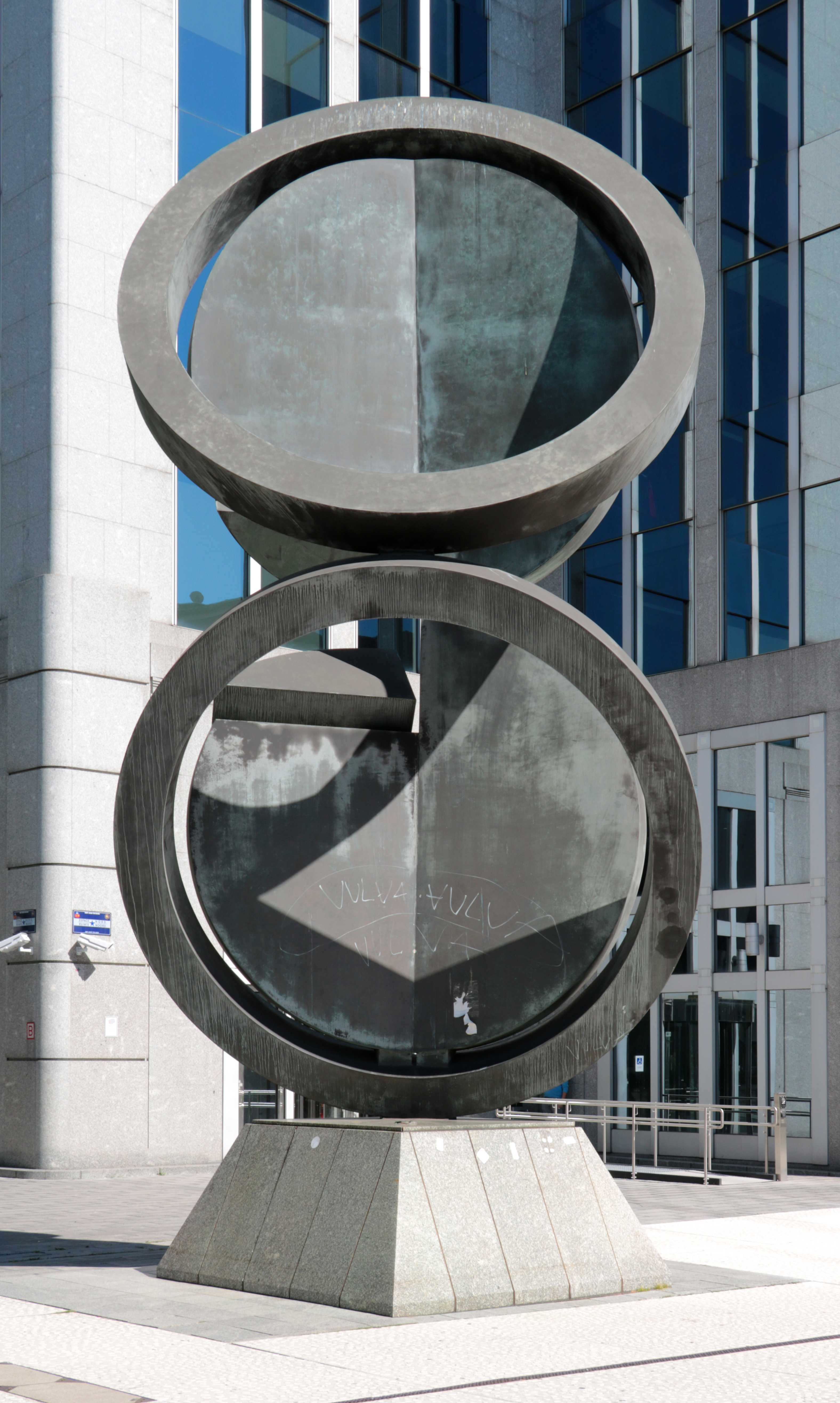
Double Folded Circle Ring.

## Accès
| ___ | Ce site est desservi par la station de métro : Rogier. |

 Ce site est desservi par la station de prémétro Rogier.